# Mistrzynie French Open w grze podwójnej

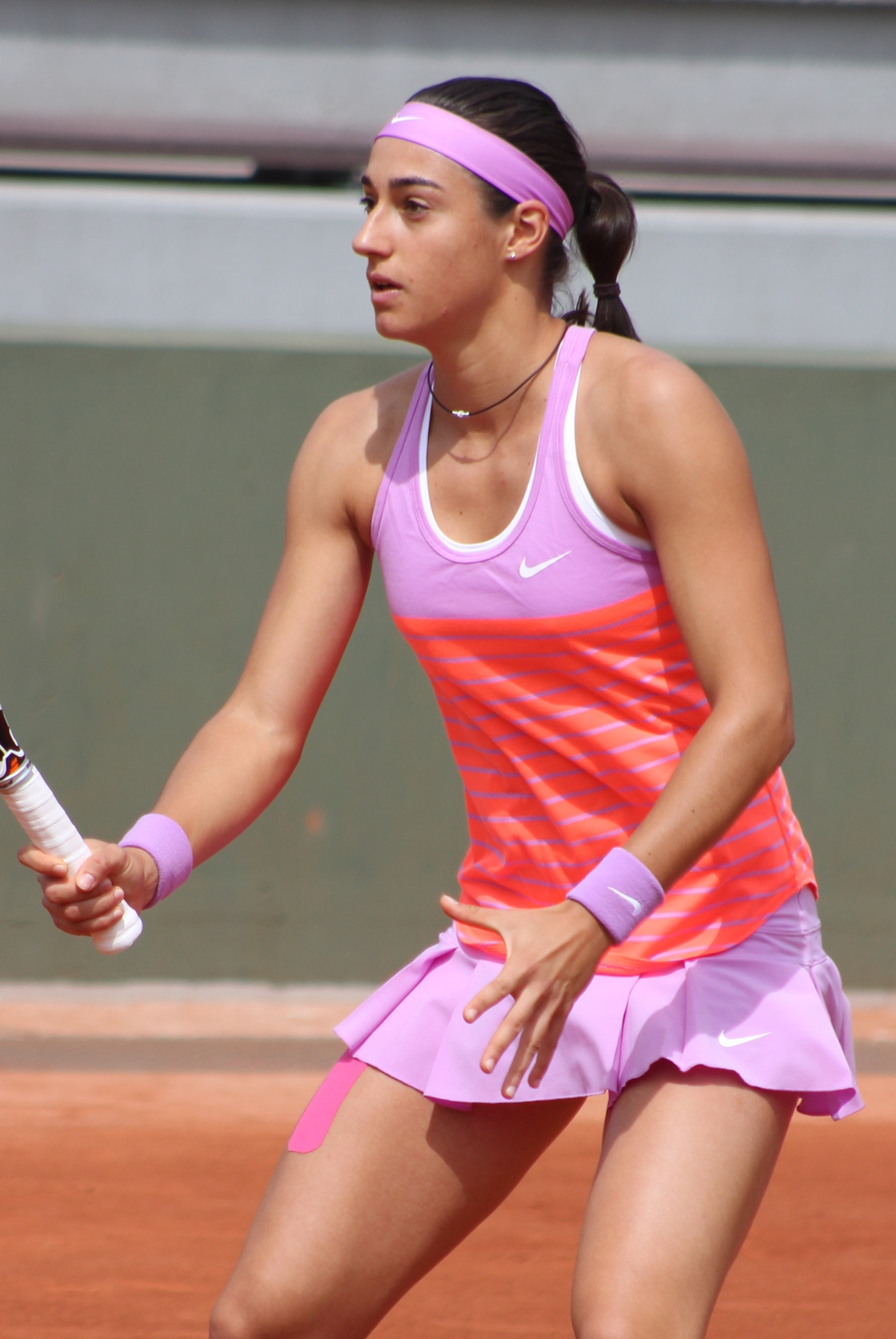
Caroline Garcia, mistrzyni French Open 2016 i 2022

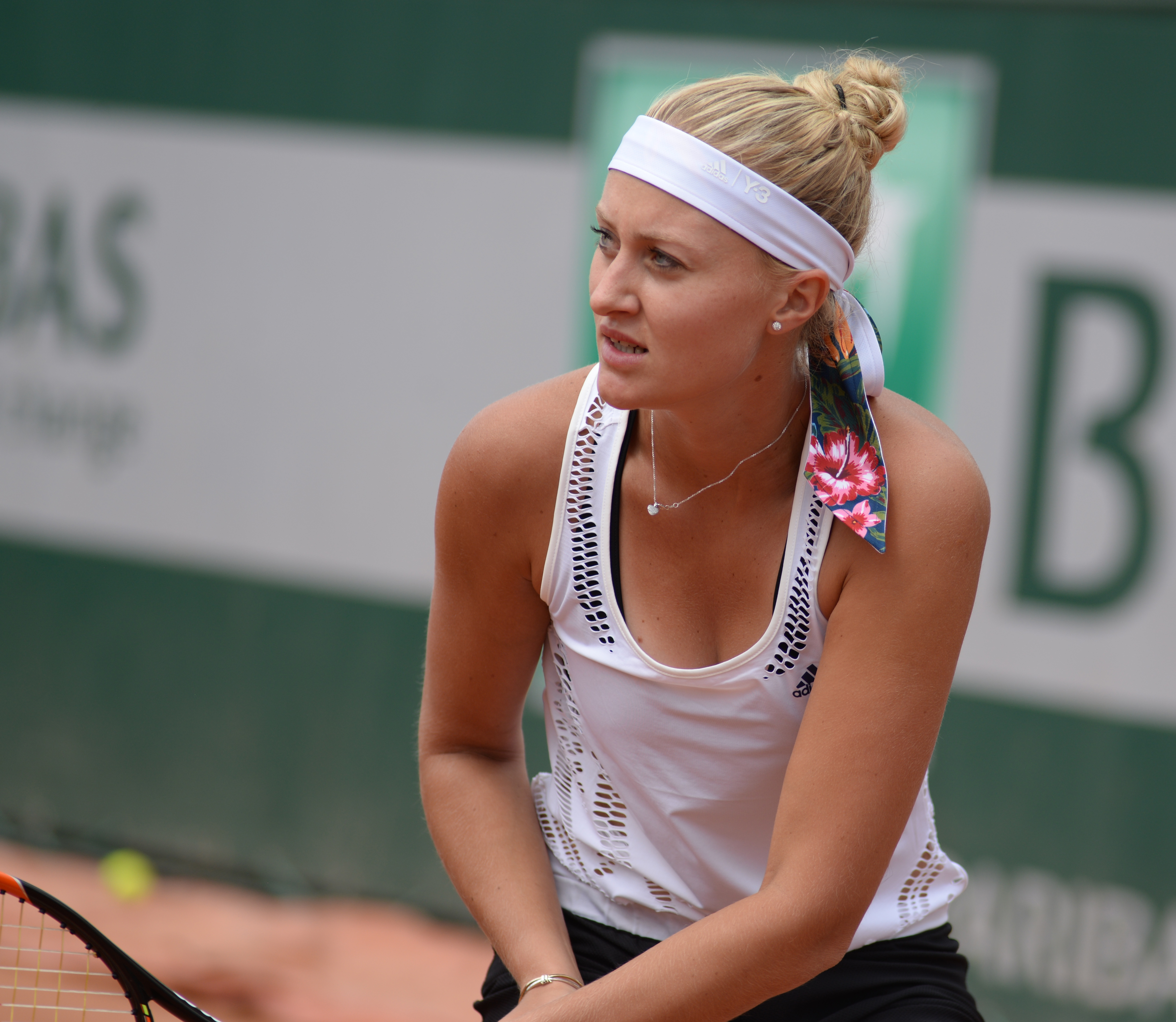
Kristina Mladenovic, mistrzyni French Open 2016, 2019, 2020, 2022

Lista meczów finałowych French Open w grze podwójnej kobiet.
Do 1923 roku tenisowe mistrzostwa Francji były otwarte tylko dla reprezentantów Francji. Mistrzostwa świata na kortach twardych (WHCC) rozgrywane corocznie na ceglanej mączce w Paryżu i raz w Brukseli (1922) rozpoczęły się w 1912 roku i były otwarte dla reprezentantów wszystkich krajów. W 1924 roku WHCC zostały zastąpione igrzyskami olimpijskimi. Począwszy od 1925 roku tenisowe mistrzostwa Francji były otwarte dla przedstawicieli innych państw.

## Mecze finałowe (1907–2024)
| Rok  | Mistrzynie                                          | Finalistki                                  | Wynik                              |
| 2024 | Coco Gauff Kateřina Siniaková                       | Sara Errani Jasmine Paolini                 | 7:6(5), 6:3                        |
| 2023 | Hsieh Su-wei Wang Xinyu                             | Leylah Fernandez Taylor Townsend            | 1:6, 7:6(5), 6:1                   |
| 2022 | Caroline Garcia Kristina Mladenovic                 | Coco Gauff Jessica Pegula                   | 2:6, 6:3, 6:2                      |
| 2021 | Barbora Krejčíková Kateřina Siniaková               | Bethanie Mattek-Sands Iga Świątek           | 6:4, 6:2                           |
| 2020 | Tímea Babos Kristina Mladenovic                     | Alexa Guarachi Desirae Krawczyk             | 6:4, 7:5                           |
| 2019 | Tímea Babos Kristina Mladenovic                     | Duan Yingying Zheng Saisai                  | 6:2, 6:3                           |
| 2018 | Barbora Krejčíková Kateřina Siniaková               | Eri Hozumi Makoto Ninomiya                  | 6:3, 6:3                           |
| 2017 | Bethanie Mattek-Sands Lucie Šafářová                | Ashleigh Barty Casey Dellacqua              | 6:2, 6:1                           |
| 2016 | Caroline Garcia Kristina Mladenovic                 | Jekatierina Makarowa Jelena Wiesnina        | 6:3, 2:6, 6:4                      |
| 2015 | Bethanie Mattek-Sands Lucie Šafářová                | Casey Dellacqua Jarosława Szwiedowa         | 3:6, 6:4, 6:2                      |
| 2014 | Hsieh Su-wei Peng Shuai                             | Sara Errani Roberta Vinci                   | 6:4, 6:1                           |
| 2013 | Jekatierina Makarowa Jelena Wiesnina                | Sara Errani Roberta Vinci                   | 7:5, 6:2                           |
| 2012 | Sara Errani Roberta Vinci                           | Marija Kirilenko Nadieżda Pietrowa          | 4:6, 6:4, 6:2                      |
| 2011 | Andrea Hlaváčková Lucie Hradecká                    | Sania Mirza Jelena Wiesnina                 | 6:4, 6:3                           |
| 2010 | Serena Williams Venus Williams                      | Květa Peschke Katarina Srebotnik            | 6:2, 6:3                           |
| 2009 | Anabel Medina Garrigues Virginia Ruano Pascual      | Wiktoryja Azaranka Jelena Wiesnina          | 6:1, 6:1                           |
| 2008 | Anabel Medina Garrigues Virginia Ruano Pascual      | Casey Dellacqua Francesca Schiavone         | 2:6, 7:5, 6:4                      |
| 2007 | Alicia Molik Mara Santangelo                        | Katarina Srebotnik Ai Sugiyama              | 7:6(5), 6:4                        |
| 2006 | Lisa Raymond Samantha Stosur                        | Daniela Hantuchová Ai Sugiyama              | 6:3, 6:2                           |
| 2005 | Virginia Ruano Pascual Paola Suárez                 | Cara Black Liezel Huber                     | 4:6, 6:3, 6:3                      |
| 2004 | Virginia Ruano Pascual Paola Suárez                 | Swietłana Kuzniecowa Jelena Lichowcewa      | 6:0, 6:3                           |
| 2003 | Kim Clijsters Ai Sugiyama                           | Virginia Ruano Pascual Paola Suárez         | 6:7(5), 6:2, 9:7                   |
| 2002 | Virginia Ruano Pascual Paola Suárez                 | Lisa Raymond Rennae Stubbs                  | 6:4, 6:2                           |
| 2001 | Virginia Ruano Pascual Paola Suárez                 | Jelena Dokić Conchita Martínez              | 6:2, 6:1                           |
| 2000 | Martina Hingis Mary Pierce                          | Virginia Ruano Pascual Paola Suárez         | 6:2, 6:4                           |
| 1999 | Venus Williams Serena Williams                      | Martina Hingis Anna Kurnikowa               | 6:3, 6:7(2), 8:6                   |
| 1998 | Martina Hingis Jana Novotná                         | Lindsay Davenport Natalla Zwierawa          | 6:1, 7:6(4)                        |
| 1997 | Gigi Fernández Natalla Zwierawa                     | Mary Joe Fernández Lisa Raymond             | 6:2, 6:3                           |
| 1996 | Lindsay Davenport Mary Joe Fernández                | Gigi Fernández Natalla Zwierawa             | 6:2, 6:1                           |
| 1995 | Gigi Fernández Natalla Zwierawa                     | Jana Novotná Arantxa Sánchez Vicario        | 6:7(6), 6:4, 7:5                   |
| 1994 | Gigi Fernández Natalla Zwierawa                     | Lindsay Davenport Lisa Raymond              | 6:2, 6:2                           |
| 1993 | Gigi Fernández Natalla Zwierawa                     | Łarysa Sawczenko-Neiland Jana Novotná       | 6:3, 7:5                           |
| 1992 | Gigi Fernández Natalla Zwierawa                     | Conchita Martínez Arantxa Sánchez Vicario   | 6:3, 6:2                           |
| 1991 | Gigi Fernández Jana Novotná                         | Łarysa Sawczenko-Neiland Natalla Zwierawa   | 6:4, 6:0                           |
| 1990 | Jana Novotná Helena Suková                          | Łarysa Sawczenko-Neiland Natalla Zwierawa   | 6:4, 7:5                           |
| 1989 | Łarysa Sawczenko Natalla Zwierawa                   | Steffi Graf Gabriela Sabatini               | 6:4, 6:4                           |
| 1988 | Martina Navrátilová Pam Shriver                     | Claudia Kohde-Kilsch Helena Suková          | 6:2, 7:5                           |
| 1987 | Martina Navrátilová Pam Shriver                     | Steffi Graf Gabriela Sabatini               | 6:2, 6:1                           |
| 1986 | Martina Navrátilová Andrea Temesvári                | Steffi Graf Gabriela Sabatini               | 6:1, 6:2                           |
| 1985 | Martina Navrátilová Pam Shriver                     | Claudia Kohde-Kilsch Helena Suková          | 4:6, 6:2, 6:2                      |
| 1984 | Martina Navrátilová Pam Shriver                     | Claudia Kohde-Kilsch Hana Mandlíková        | 5:7, 6:3, 6:2                      |
| 1983 | Rosalyn Fairbank Candy Reynolds                     | Kathy Jordan Anne Smith                     | 5:7, 7:5, 6:2                      |
| 1982 | Martina Navrátilová Anne Smith                      | Rosie Casals Wendy Turnbull                 | 6:3, 6:4                           |
| 1981 | Rosalyn Fairbank Tayna Harford                      | Candy Reynolds Paula Smith                  | 6:1, 6:3                           |
| 1980 | Kathy Jordan Anne Smith                             | Ivanna Madruga Adriana Villagran            | 6:1, 6:0                           |
| 1979 | Betty Stöve Wendy Turnbull                          | Françoise Durr Virginia Wade                | 3:6, 7:5, 6:4                      |
| 1978 | Mima Jaušovec Virginia Ruzici                       | Lesley Turner Bowrey Gail Sherriff Lovera   | 5:7, 6:4, 8:6                      |
| 1977 | Regina Maršíková Pam Teeguarden                     | Rayni Fox Helen Gourlay Cawley              | 5:7, 6:4, 6:2                      |
| 1976 | Fiorella Bonicelli Gail Chanfreau Lovera            | Kathy Harter Helga Niessen Masthoff         | 6:4, 1:6, 6:3                      |
| 1975 | Chris Evert Martina Navrátilová                     | Julie Anthony Olga Morozowa                 | 6:3, 6:2                           |
| 1974 | Chris Evert Olga Morozowa                           | Gail Sherriff Chanfreau Katja Ebbinghaus    | 6:4, 2:6, 6:1                      |
| 1973 | Margaret Smith Court Virginia Wade                  | Françoise Durr Betty Stöve                  | 6:2, 6:3                           |
| 1972 | Billie Jean King Betty Stöve                        | Winnie Shaw Christine Truman Janes          | 6:1, 6:2                           |
| 1971 | Gail Sherriff Chanfreau Françoise Durr              | Helen Gourlay Cawley Kerry Harris           | 6:4, 6:1                           |
| 1970 | Gail Sherriff Chanfreau Françoise Durr              | Rosie Casals Billie Jean King               | 6:1, 3:6, 6:3                      |
| 1969 | Françoise Durr Ann Haydon-Jones                     | Margaret Smith Court Nancy Richey           | 6:0, 4:6, 7:5                      |
| 1968 | Françoise Durr Ann Haydon-Jones                     | Rosie Casals Billie Jean King               | 7:5, 4:6, 6:4                      |
| 1967 | Françoise Durr Gail Sherriff                        | Annette Van Zyl Pat Walkden                 | 6:2, 6:2                           |
| 1966 | Margaret Smith Court Judy Tegart Dalton             | Jill Blackman Fay Toyne                     | 4:6, 6:1, 6:1                      |
| 1965 | Margaret Smith Court Lesley Turner Bowrey           | Françoise Durr Jeanine Lieffrig             | 6:3, 6:1                           |
| 1964 | Margaret Smith Court Lesley Turner Bowrey           | Norma Baylon Helga Schultze                 | 6:3, 6:1                           |
| 1963 | Ann Haydon-Jones Renee Schuurman Haygarth           | Robyn Ebbern Margaret Smith Court           | 7:5, 6:4                           |
| 1962 | Sandra Reynolds Price Renee Schuurman Haygarth      | Justina Bricka Margaret Smith Court         | 6:4, 6:4                           |
| 1961 | Sandra Reynolds Price Renee Schuurman Haygarth      | Maria Bueno Darlene Hard                    | walkower                           |
| 1960 | Maria Bueno Darlene Hard                            | Pat Ward Hales Ann Haydon-Jones             | 6:2, 7:5                           |
| 1959 | Sandra Reynolds Price Renee Schuurman Haygarth      | Yola Ramírez Rosie Reyes                    | 2:6, 6:0, 6:1                      |
| 1958 | Rosie Reyes Yola Ramírez                            | Mary Bevis Hawton Thelma Coyne Long         | 6:4, 7:5                           |
| 1957 | Shirley Bloomer Darlene Hard                        | Yola Ramírez Rosie Reyes                    | 7:5, 4:6, 7:5                      |
| 1956 | Angela Buxton Althea Gibson                         | Darlene Hard Dorothy Head Knode             | 6:8, 8:6, 6:1                      |
| 1955 | Beverly Baker Fleitz Darlene Hard                   | Shirley Bloomer Brasher Patricia Ward       | 7:5, 6:8, 13:11                    |
| 1954 | Maureen Connolly Brinker Nell Hall Hopman           | Maude Galtier Suzanne Schmitt               | 7:5, 4:6, 6:0                      |
| 1953 | Doris Hart Shirley Fry                              | Maureen Connolly Brinker Julia Sampson      | 6:4, 6:3                           |
| 1952 | Doris Hart Shirley Fry                              | Hazel Redick-Smith Julia Wipplinger         | 7:5, 6:1                           |
| 1951 | Doris Hart Shirley Fry                              | Beryl Barlett Barbara Scofield              | 10:8, 6:3                          |
| 1950 | Doris Hart Shirley Fry                              | Louise Brough Clapp Margaret Osborne DuPont | 1:6, 7:5, 6:2                      |
| 1949 | Margaret Osborne DuPont Louise Brough Clapp         | Joy Gannon Betty Hilton                     | 7:5, 6:1                           |
| 1948 | Doris Hart Pat Canning Todd                         | Shirley Fry Mary Arnold Prentiss            | 6:4, 6:2                           |
| 1947 | Louise Brough Margaret Osborne DuPont               | Doris Hart Pat Canning Todd                 | 7:5, 6:2                           |
| 1946 | Louise Brough Margaret Osborne DuPont               | Pauline Betz Doris Hart                     | 6:4, 0:6, 6:1                      |
| 1945 | przerwa wojenna: II wojna światowa                  | przerwa wojenna: II wojna światowa          | przerwa wojenna: II wojna światowa |
| 1944 | przerwa wojenna: II wojna światowa                  | przerwa wojenna: II wojna światowa          | przerwa wojenna: II wojna światowa |
| 1943 | przerwa wojenna: II wojna światowa                  | przerwa wojenna: II wojna światowa          | przerwa wojenna: II wojna światowa |
| 1942 | przerwa wojenna: II wojna światowa                  | przerwa wojenna: II wojna światowa          | przerwa wojenna: II wojna światowa |
| 1941 | przerwa wojenna: II wojna światowa                  | przerwa wojenna: II wojna światowa          | przerwa wojenna: II wojna światowa |
| 1940 | przerwa wojenna: II wojna światowa                  | przerwa wojenna: II wojna światowa          | przerwa wojenna: II wojna światowa |
| 1939 | Simonne Mathieu Jadwiga Jędrzejowska                | Alice Florian Hella Kovac                   | 7:5, 7:5                           |
| 1938 | Simonne Mathieu Billie Yorke                        | Arlette Halff Nelly Landry                  | 6:3, 6:3                           |
| 1937 | Simonne Mathieu Billie Yorke                        | Dorothy Andrus Sylvie Jung Henrotin         | 3:6, 6:2, 6:2                      |
| 1936 | Simonne Mathieu Billie Yorke                        | Susan Noel Jadwiga Jędrzejowska             | 2:6, 6:4, 6:4                      |
| 1935 | Margaret Scriven Kay Stammers                       | Ida Adamoff Hilde Krahwinkel                | 6:4, 6:0                           |
| 1934 | Simonne Mathieu Elizabeth Ryan                      | Helen Jacobs Sarah Palfrey Cooke            | 3:6, 6:4, 6:2                      |
| 1933 | Simonne Mathieu Elizabeth Ryan                      | Sylvie Jung Henrotin Colette Rosambert      | 6:1, 6:3                           |
| 1932 | Helen Wills Moody Elizabeth Ryan                    | Betty Nuthall Eileen Bennett Whittingstall  | 6:1, 6:3                           |
| 1931 | Eileen Bennett Whittingstall Betty Nuthall          | Cilly Aussem Elizabeth Ryan                 | 9:7, 6:2                           |
| 1930 | Helen Wills Moody Elizabeth Ryan                    | Simone Barbier Simonne Mathieu              | 6:3, 6:1                           |
| 1929 | Lilí Álvarez Cornelia Bouman                        | Bobbie Heine Alida Neave                    | 7:5, 6:3                           |
| 1928 | Phoebe Holcroft Watson Eileen Bennett Whittingstall | Suzanee Deve Sylvia Lafaurie                | 6:0, 6:2                           |
| 1927 | Irene Bowder Peacock Bobbie Heine                   | Peggy Saunders Phoebe Holcroft Watson       | 6:2, 6:1                           |
| 1926 | Suzanne Lenglen Julie Vlasto                        | Evelyn Colyer Kathleen McKane Godfree       | 6:1, 6:1                           |
| 1925 | Suzanne Lenglen Julie Vlasto                        | Evelyn Colyer Kathleen McKane Godfree       | 6:1, 9:11, 6:2                     |
| 1924 | Marguerite Billout Yvonne Bourgeois                 |                                             |                                    |
| 1923 | Suzanne Lenglen Julie Vlasto                        |                                             |                                    |
| 1922 | Suzanne Lenglen Geramine Pigueron                   |                                             |                                    |
| 1921 | Suzanne Lenglen Geramine Pigueron                   |                                             |                                    |
| 1920 | Suzanne Lenglen Élisabeth d’Ayen                    |                                             |                                    |
| 1919 | przerwa wojenna: I wojna światowa                   | przerwa wojenna: I wojna światowa           | przerwa wojenna: I wojna światowa  |
| 1918 | przerwa wojenna: I wojna światowa                   | przerwa wojenna: I wojna światowa           | przerwa wojenna: I wojna światowa  |
| 1917 | przerwa wojenna: I wojna światowa                   | przerwa wojenna: I wojna światowa           | przerwa wojenna: I wojna światowa  |
| 1916 | przerwa wojenna: I wojna światowa                   | przerwa wojenna: I wojna światowa           | przerwa wojenna: I wojna światowa  |
| 1915 | przerwa wojenna: I wojna światowa                   | przerwa wojenna: I wojna światowa           | przerwa wojenna: I wojna światowa  |
| 1914 | Suzanne Amblard Blanche Amblard                     |                                             |                                    |
| 1913 | Suzanne Amblard Blanche Amblard                     |                                             |                                    |
| 1912 | Jeanne Matthey Daisy Speranza                       |                                             |                                    |
| 1911 | Jeanne Matthey Daisy Speranza                       |                                             |                                    |
| 1910 | Jeanne Matthey Daisy Speranza                       |                                             |                                    |
| 1909 | Jeanne Matthey Daisy Speranza                       |                                             |                                    |
| 1908 | Kate Fenwick Cecile Matthey                         |                                             |                                    |
| 1907 | Françoise Masson Yvonne de Pfeffel                  |                                             |                                    |